# Joakim Åhlund
Joakim "Jocke" Åhlund, född 9 augusti 1970 i Stockholm, är en svensk musiker, sångare, låtskrivare, producent, kompositör och regissör.
Han medverkar i banden Teddybears och Caesars. Han har även gruppen Smile tillsammans med Björn Yttling  samt Les Big Byrd tillsammans med Frans Johansson från gruppen Fireside, Martin "Konie" Ehrencrona och Nino Keller. Han har dessutom ett musikprojekt tillsammans med konstnären Jockum Nordström och tillsammans släppte de under eget namn albumet "Paddan och Hunden" i maj 2012 på det göteborgsbaserade skivbolaget Kning Disk. Som låtskrivare och producent har Åhlund arbetat med artister som Giorgio Moroder, Iggy Pop, The Brian Jonestown Massacre, Peter Kember (Sonic Boom), Robyn, Chrissie Hynde, Neneh Cherry, The Flaming Lips, CeeLo Green och Håkan Hellström.  
Han är bror till Klas Åhlund, Johannes Åhlund och Anna Åhlund.

## Karriär

### Teddybears
Teddybears är en av Sveriges mest betydelsefulla och originella grupper. Bandet har vunnit fyra grammisar, turnerat runt hela världen och gjort samarbeten med artister som Iggy Pop, Robyn, The Flaming Lips, Cutty Ranks och Ninjaman. 
Teddybears grundades i början av 1990-talet av Joakim Åhlund, Patrik Arve, Glenn Sundell och Patrik Lindqvist. Inför det första albumet You are Teddybears anslöt Joakims bror Klas Åhlund till gruppen. De första två albumen You are Teddybears (1993) och I can't believe it's Teddybears Sthlm (1996) präglades av hardcorepunk innan det stora genombrottet kom med Rock ’n’ Roll Highschool 2000, som nådde en förstaplats på svenska albumlistan och belönades med fyra Grammisar. Med albumet lämnade bandet hardcorepunken till förmån för en egensinnig variant av elektronisk pop med hip-hop- och reggae-inslag. 2004 släpptes albumet Fresh, som innehöll låten Cobrastyle, och 2006 gjorde bandet sin amerikanska debut med Soft Machine där Iggy Pop gästsjunger på Punkrocker och Neneh Cherry på Your To Keep. 2010 kom Devil's Music och det senaste albumet Rock on! släpptes 2016. Teddybears är kända för sin genreöverskridande musik och de mixar fritt mellan pop, rock, hiphop, electronica och reggae.

### Caesars
Det svenska indierockbandet lyckades i början av 2000-talet slå igenom internationellt med ett par världsturnéer, och med uppträdande på tv-program som Top of the Pops och Late Night with Conan O'Brien. Bandet bildades ursprungligen under namnet Caesars Palace 1995 av Joakim Åhlund, César Vidal, David Lindqvist och Jens Örjeheim (senare ersatt av Nino Keller). 
Debut-EP:n Shake It släpptes 1995 och bandet fick uppmärksamhet med sitt första fullängdsalbum Youth Is Wasted on the Young 1997, följt av Cherry Kicks. Genombrottet kom med det tredje albumet Love for the Streets, som nådde en tredjeplats på svenska albumlistan. För albumet blev Caesars grammisnominerade för både bästa grupp och bästa album. Med 39 Minutes of Bliss (In an Otherwise Meaningless World) som släpptes 2003 innehöll singeln Jerk It Out kom det internationella genombrottet. Jerk It Out användes av Apple i deras iPod-reklamer och nådde en åttondeplats på den brittiska singellistan och toppade på plats 70 på den amerikanska Billboard Hot 100. 2005 släpptes albumet Paper Tigers och 2008 albumet Strawberry Weed, som producerades av Ebbot Lundberg. Efter en paus återförenades bandet 2018 och spelade på festivalen Popaganda, deras första spelning på över nio år.

### Les Big Byrd
2011 startade Åhlund gruppen Les Big Byrd tillsammans med Frans Johansson, Nino Keller och Martin “Konie” Ehrencrona i och med släppet av EP:n Les Big Byrd. Deras första album, They Worshipped Cats, släpptes 2014 och spelades delvis in i Anton Newcombes studio i Berlin. Albumet mottogs väl och recensenten Joachim Sundell beskrev albumet som "ett fyrverkeri av kraut och psykedelika, blandat med de tydliga melodier som blivit ett signum i Åhlunds ljudvärld". Hösten 2018 släpptes bandets andra album Iran Iraq Ikea som producerades av Sonic Boom från Spacemen 3. Les Big Byrd har turnerat i England, Europa och USA med band som Goat och The Brian Jonestown Massacre.

### Smile
Musikprojektet Smile består av Åhlund och Björn Yttling. Deras debutalbum, A Flash in the Night, släpptes 2012. Nio år senare, 2021, kom uppföljaren Phantom Island, där gästartister som Robyn och Freja The Dragon medverkar.

### Samarbete med Jockum Nordström
Joakim Åhlund har sedan 2012 drivit ett musikaliskt samarbete med konstnären Jockum Nordström där de spelar och släpper musik med några av Sveriges bästa nya jazzmusiker. Hittills har de släppt albumen Paddan och Hunden (2012), Draculas Son (2017), Joakim Åhlund and Jockum Nordström Meets Moussa Fadera (2022). 2017 gjorde duon albumet Why Is Everything A Rag exklusivt för Jockum Nordströms utställning på Contemporary Arts Center i New Orleans. Joakim Åhlund & Jockum Nordström har med sitt musikaliska samarbete turnerat i Sverige, Danmark, Frankrike och USA.

### Producent, låtskrivare och skivbolag
Vid sidan av artistkarriären har Joakim Åhlund skrivit och producerat åt en rad internationella artister som Chrissie Hynde, Giorgio Moroder, Robyn, The Brian Jonestown Massacre, Charli XCX, Robyn, Petite Meller och Theophilus London. Åhlund har även skrivit låtar samt producerat Håkan Hellströms album För sent för Edelweiss, 2 steg från Paradise och Rampljus.
Åhlund driver skivbolaget Chimb Limbs och det är där han släpper de egna projekten Les Big Byrd, Smile, samarbetet med Jockum Nordström och Max von Sydow. Chimp Limbs har även gett ut albumet Folkjazz Anfaller med Svenska Folkjazzkvartetten.
Åhlund har regisserat flera musikvideor, bland andra "I'll Be Gone" och "When We Were Winning" med Broder Daniel, "New Noise" med Refused och "Black Mask" med The (International) Noise Conspiracy. 
1987 medverkade han i en biroll i ungdomsfilmen Stockholmsnatt. Han är medgrundare till skivbolaget Ingrid.

## Diskografi
Album med Teddybears/Teddybears Sthlm
- 1993 – You Are Teddybears (som Teddybears Sthlm)
- 1996 – I Can't Believe It's Teddybears STHLM (som Teddybears Sthlm)
- 2000 – Rock'n'Roll Highschool (som Teddybears Sthlm)
- 2004 – Fresh (som Teddybears Sthlm)
- 2006 – Soft Machine
- 2010 – Devil's Music
- 2015 – Rock On

Album med Caesars/Caesars Palace
- 1998 - Youth Is Wasted on the Young
- 2000 - Cherry Kicks
- 2002 - Love for the Streets
- 2003 - 39 Minutes of Bliss (In an Otherwise Meaningless World) [samlingsalbum med låtar från albumen samt en singel B-sida]
- 2005 - Paper Tigers
- 2008 - Strawberry Weed

Album med Les Big Byrd
- 2011 - Les Big Byrd EP
- 2014 - They Worshipped Cats
- 2015 - Liquid Sky EP
- 2018 - Iran Iraq IKEA

Album med Jockum Nordström
- 2012 - Paddan och hunden
- 2017 - Dracula's son